# The Porno Race
The Porno Race är en svensk erotikfilm från 1985 i regi av Andrei Feher.
Filmen handlar om en programledare som anordnar en internationell tävling i ett nattklubbsliknande miljö. Fem par är inbjudna till tävlingen och dessa ska bedömas av en jury. När det blir dags att utse vinnaren utbryter ett stort slagsmål som avbryts av att Guds röst plötsligt hörs från taket. Gud pekar ut programledaren och hennes kavaljer som vinnare.
The Porno Race producerades och fotades av Feher som även skrev manus. Musiken komponerades av Emil Henco och filmen premiärvisades den 4 mars 1985 på biograf Hollywood i Stockholm.

## Rollista
- Catring – programledaren
- Marilyn Lamour – Marilyn
- Betty Davis – Maggie
- John King – Mohamed Ali
- Christina Anders – Coco
- Jean Lacroix – Pierre
- Tina Veneto – Lulu
- Terry Lai – Gloria
- Diana Scott – Jacqueline
- Nelly Bergman	– Barbro
- Lars Sandgren	– Frank
- Eric Saville
- Patrick Marin
- Alain L'Yle
- Patricia
- Dominique St. Clair
- Christine Glenne
- Gabriel Pontello
- Dominique Irisou
- Cathy Stewart
- Richard Allan
- Dominique Aveline